# Marimatha apoda
Marimatha apoda là một loài bướm đêm trong họ Noctuidae.